# Сортове вино
Сортове вино — вино, яке виготовлене з винограду одного сорту, на відміну від вин купажних. У більшості регуляторних систем виноробства (в тому числі і в Україні) у сортовому вині допускається використання до 15% винограду інших сортів без зазначення цього у назві вина, хоча, як правило, всі компоненти будуть перелічені на контр-етикетці.